# Столбро, Хокан
Хо́кан Сто́лбро (швед. Håkan Ståhlbro; род. 11 февраля 1957) — шведский кёрлингист.
В составе мужской сборной Швеции участник чемпионата мира 1980 (заняли четвёртое место). Чемпион Швеции среди мужчин и среди смешанных команд.

## Достижения
- Чемпионат Швеции по кёрлингу среди мужчин: золото (1980).
- Чемпионат Швеции по кёрлингу среди смешанных команд: золото (1982).

## Команды
| Сезон                                          | Четвёртый      | Третий             | Второй          | Первый         | Турниры                      |
| ---------------------------------------------- | -------------- | ------------------ | --------------- | -------------- | ---------------------------- |
| 1979—80                                        | Рагнар Камп    | Хокан Столбро      | Томас Хоканссон | Ларс Линдгрен  | ЧШМ 1980 · ЧМ 1980 (4 место) |
| Кёрлинг среди смешанных команд (mixed curling) |                |                    |                 |                |                              |
| 1981—82                                        | Пелле Линдеман | Катарина Хультлинг | Хокан Столбро   | Биргитта Севик | ЧШСК 1982                    |

(скипы выделены полужирным шрифтом)